# داهلن (داکوتای شمالی)
داهلن(به انگلیسی: Dahlen) شهری در ایالت داکوتای شمالی کشور ایالات متحده آمریکا است که جمعیت آن در سرشماری سال ۲۰۱۰ میلادی، ۱۸ نفر بوده‌است.